# St. Jakobus der Ältere (Ritzisried)

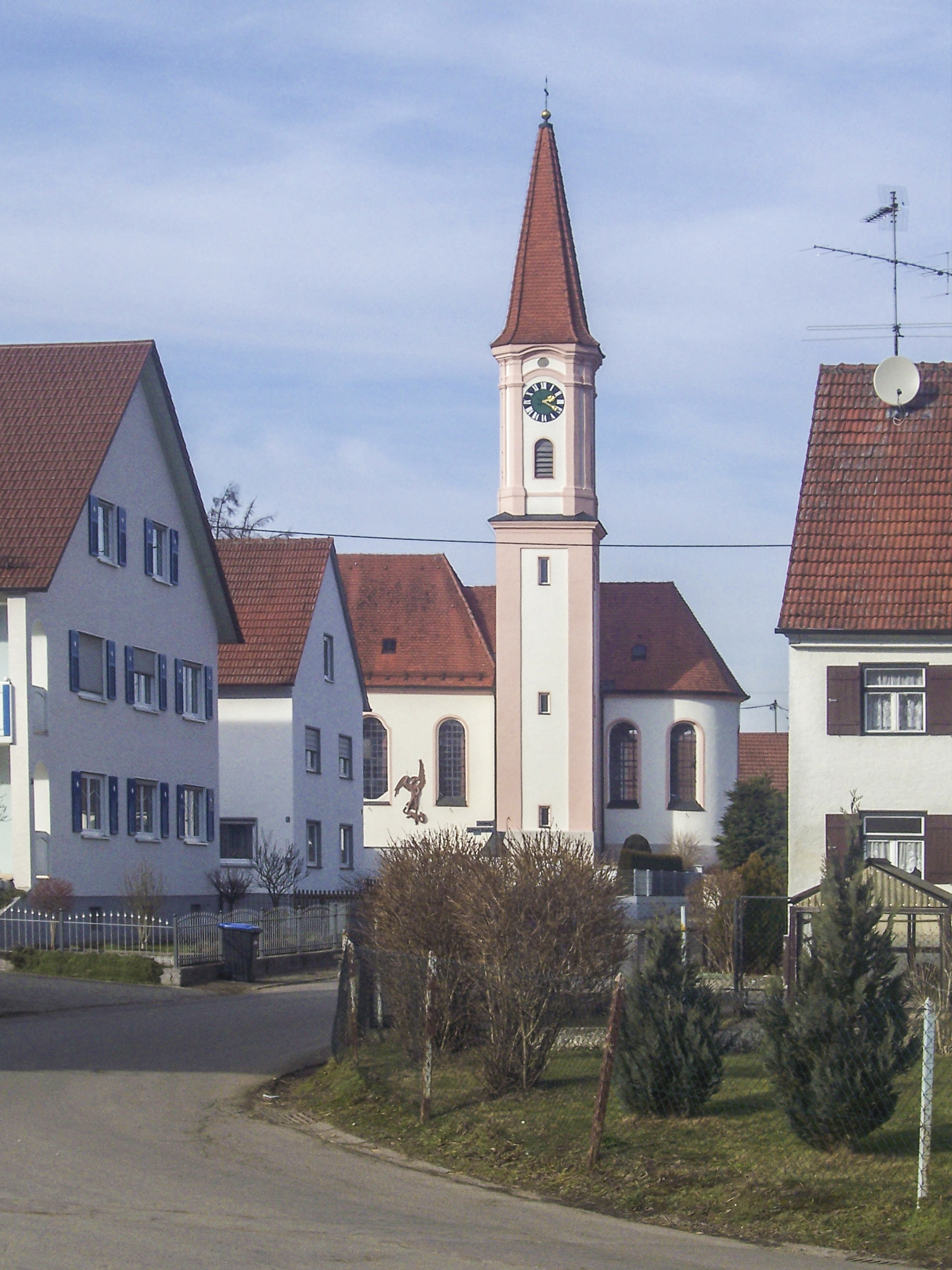
St. Jakobus der Ältere in Ritzisried

Die römisch-katholische Filialkirche St. Jakobus der Ältere steht in Ritzisried, einem Gemeindeteil des Marktes Buch im schwäbischen Landkreis Neu-Ulm von Bayern. Das Bauwerk ist in der Liste der Baudenkmäler in Buch (Schwaben) als Baudenkmal unter der Nr. D-7-75-118-28 eingetragen. Die Kirche gehört zum Dekanat Neu-Ulm des Bistums Augsburg.

## Beschreibung
Der Entwurf der 1758/59 gebauten Saalkirche wird Johann Georg Hitzelberger zugeschrieben. Sie besteht aus einem Langhaus, einem korbbogig geschlossenen Chor im Osten und einem Chorflankenturm auf quadratischem Grundriss an der Südwand des Chors. Er wurde mit einem Geschoss mit Pilastern an den acht Ecken aufgestockt, das die Turmuhr und den Glockenstuhl beherbergt, und mit einem spitzen Helm bedeckt. Der Innenraum des Langhauses ist mit einer Flachdecke überspannt. Der Stuck aus der Erbauungszeit wurde mit Rocailles verziert. Die Deckenmalerei hat Franz Martin Kuen geschaffen. Über dem Chorbogen befindet sich in einer Kartusche das Allianzwappen der Fugger von Kirchberg. Der Hochaltar wurde Mitte des 18. Jahrhunderts gebaut.